# Kläppspindling
Kläppspindling (Cortinarius subbalaustinus) är en svampart som beskrevs av Rob. Henry 1985. Kläppspindling ingår i släktet Cortinarius och familjen spindlingar.  Arten är reproducerande i Sverige. Inga underarter finns listade i Catalogue of Life.